# Q-kilden
Q eller Q-kilden (Q af tysk Quelle som betyder kilde) er et hypotetisk, tabt evangelium eller et evangeliefragment. Q bruges som forklaring på ligheder mellem Mattæus- og Lukasevangeliet.
Tokildehypotesen, som er den mest udbredte teori (blandt bibelkritikere) til forklaring af det synoptiske problem, siger at Markusevangeliet blev skrevet først. Lukas og Mattæus har så kendt til Markusevangeliet, og brugt det som kilde da de skrev deres evangelier. Dertil har de to evangelier en del fælles stof. Dette stof antages at stamme fra en fælles kilde, som ofte kaldes Q.
Man har aldrig fundet Q, heller ikke fragmenter af denne, ej heller omtale af den i nogen kilde. Mange forskere mener i dag, at det kan dreje sig om en mundtlig kilde, således at man også kan tale om talekilden eller logiakilden, hvor der med logia (ental logion) menes ord sagt af Jesus.